# Cryptus scapulatus
Cryptus scapulatus är en stekelart som först beskrevs av Henry Keith Townes, Jr. 1962.  Cryptus scapulatus ingår i släktet Cryptus och familjen brokparasitsteklar. Inga underarter finns listade i Catalogue of Life.